# Daniel Wedel
Daniel Wedel (* 1965 in Stockholm) ist ein dänischer Autor und Regisseur.

## Leben
Wedel studierte von 1991 bis 1995 an der Den Danske Scenekunstskole. Er arbeitet in Dänemark als Autor und Regisseur für den Hörfunk und das Theater. Für seine fiktionale Dokumentation Polterabend wurde er 2001 mit dem Prix Europa ausgezeichnet. Das Hörspiel Schnittmuster der Liebe wurde in Deutschland im Dezember 2003 Hörspiel des Monats.

## Hörspiele in Deutschland
- 2003: Schnittmuster der Liebe – Regie: Daniel Wedel, Ragnhild Sørensen und Bob Konrad (Original-Hörspiel – WDR)
  - Auszeichnung: Hörspiel des Monats Dezember 2003
- 2012: Double Happiness (1. Teil: Chinatown, Kopenhagen; 2. Teil: Die Triaden in Kopenhagen) (auch Regie) (Originalhörspiele – WDR)